# Robin Hood – König der Diebe
Robin Hood – König der Diebe ist ein US-amerikanischer Abenteuerfilm aus dem Jahr 1991, der auf den Geschichten über Robin Hood basiert. Die Hauptrollen spielen Kevin Costner, Morgan Freeman, Mary Elizabeth Mastrantonio und Alan Rickman; Regie führte Kevin Reynolds. Der Titelsong (Everything I Do) I Do It for You wurde von Bryan Adams gesungen und hielt sich mehrere Monate auf Platz eins in den Musikcharts.

## Handlung
Jerusalem zur Zeit der Kreuzzüge. Im Jahre 1194 kann der junge englische Adelige Robin von Locksley nach dem gescheiterten Dritten Kreuzzug aus der Kriegsgefangenschaft entfliehen – zusammen mit dem Mauren Azeem, der dort zum Tode verurteilt wurde. Azeem fühlt sich gegenüber Robin in der Schuld und schließt sich diesem als Leibwächter und Berater an. Gemeinsam gelingt beiden die Flucht nach England, wobei Robins Freund Peter getötet wird. Sterbend gibt er Robin seinen Ring und lässt ihn schwören, sich um seine Schwester Marian zu kümmern.
In Robins Heimat erwartet beide statt des Friedens eine böse Überraschung: Robins Vater Lord Locksley wurde getötet, das Familienschloss niedergebrannt und die Ländereien beschlagnahmt; einzig der geblendete Diener Duncan ist noch dort. Für alles ist ein Mann verantwortlich – der Sheriff von Nottingham, der während der Abwesenheit von König Richard ein grausames Regiment führt, die Bevölkerung knechtet und mit Hilfe seines Vetters und Handlangers Guy von Gisborne hohe Steuern auf brutale Weise eintreibt. Mit ebendiesem Guy geraten die beiden Männer aneinander, als Robin einen Jungen vor mehreren Männern des Sheriffs rettet, wobei es einige Opfer gibt. Am Grab seines Vaters schwört Robin Rache. Mit einem Kreuzamulett seines Vaters machen sich Robin, Azeem und Duncan auf den Weg, um Robins Vater zu rächen. Zunächst überbringen sie Marian den Ring, wobei sich diese betroffen von der Todesnachricht, aber wenig angetan von Robin zeigt, da sie ihn in schlechter Erinnerung hat. Dieses Verhältnis verschlechtert sich zudem, als die Männer erneut vor dem samt Verstärkung anrückenden Guy von Gisborne fliehen müssen und dabei zwei Pferde Marians stehlen.
Robin, Duncan und Azeem finden auf der Flucht vor den Schergen des Sheriffs Schutz im gefürchteten Sherwood Forest rund um Nottingham, wo sie beim Überqueren eines Flusses auf eine Gruppe für vogelfrei erklärter Männer treffen. Angeführt wird diese von John Little, dem Vater des Jungen Wulf, den Robin vor den Häschern des Sheriffs geschützt hatte. Zunächst wollen diese ihm nur das Kreuz seines Vaters abnehmen, doch Robin gelingt es, sich im Kampf um das ihm heilige Schmuckstück zu behaupten; sie werden vorerst aufgenommen. Dabei muss Robin feststellen, dass die meisten der Gruppe ihn freundlich und fast schon ehrfürchtig behandeln, als er sich als Robin von Locksley vorstellt, das junge Gruppenmitglied Will Scarlet ihm jedoch von Anfang an deutliche Abneigung zeigt.
Um die aktuelle Lage auszukundschaften, besucht Robin am nächsten Tag verkleidet die Kirche. Von Marian erfährt er, dass der Sheriff große Mengen Waffen anfertigen lässt. Kurz darauf gerät er mit dem Sheriff aneinander, kann jedoch mit dessen Pferd fliehen. Im Gegenzug lässt der Sheriff Dörfer verwüsten und erhöht das Kopfgeld auf Robin in der Hoffnung, dass die nun mittellosen Bauern ihn ausliefern, um an das Geld zu kommen. Nach einem Streit versucht Will, Robin mit einem Wurfmesser zu töten, doch dieser wird gewarnt und kann ihm das Messer aus der Hand schießen. Beeindruckt von Robins Charisma und Schießkünsten schließen sich die Heimatlosen und Vogelfreien ihm an. Robin formt aus ihnen eine schlagkräftige Truppe und beginnt, den Sheriff und seine Männer sowie aristokratische Getreue mit raffinierten Überfällen um deren Besitzungen und Reichtümer zu erleichtern, die umgehend an das gebeutelte Volk zurückgehen.
Nach einem Überfall auf einen Trupp, der von Guy von Gisborne eskortiert wird, erlangt die Gruppe nicht nur Blutgelder, mit denen die Feinde des Königs Richard Löwenherz bestochen werden sollten, sondern auch die Freundschaft des Mönchs Bruder Tuck, welcher fortan bei ihnen bleibt. Gisborne wird zur Strafe für sein Versagen vom Sheriff erstochen. Wenig später lernt auch Marian das Lager kennen, in dem die Männer sich eingerichtet haben, und sie erkennt, dass die Jahre des Kriegs Robin zu einem anderen Menschen gemacht haben. Die beiden kommen sich näher und Robin erzählt ihr, weshalb er sich mit seinem Vater zerstritt: Nach dem Tod von Robins Mutter hatte sein Vater ein Verhältnis mit einer anderen Frau, wodurch Robin das Andenken seiner Mutter beschmutzt sah. Obwohl sein Vater ihm zuliebe die Frau verließ, verzieh er ihm nicht. Als kurz darauf Azeem per Kaiserschnitt Little Johns Frau Fanny und deren Kind rettet, wird auch er endgültig von jedem akzeptiert.
Beim Abschied von Marian bittet Robin diese, Duncan mitzunehmen und dem König von den Plänen des Sheriffs zu berichten, da er ihr als seiner Cousine glauben wird. Unter dem Vorwand, sie schützen zu wollen, lässt der Sheriff Marian nach Nottingham bringen. Alarmiert durch Kampfgeräusche gelingt es Duncan, mit einem Pferd zu fliehen, wobei er jedoch versehentlich die Feinde direkt ins Lager Hoods führt. Unterstützt von einer Gruppe keltischer Söldner greift wenig später der Sheriff an. Die Gruppe erleidet extreme Verluste, neben Todesopfern auch zahlreiche Gefangene, unter anderen Wulf und Will Scarlet. Robin selbst stürzt an einem brennenden Tau in die Tiefe, wobei er das Amulett seines Vaters verliert, das der Sheriff findet und Marian mit der Nachricht überbringt, dass Robin Hood tot sei. Er teilt mit, die gefangengenommenen Anführer hinrichten zu wollen, will aber als Hochzeitsgeschenk die anderen begnadigen, wenn Marian ihn heiratet. Wissend, dass sie keine Wahl hat, wenn sie keine Unschuldigen dem Tod weihen will, muss Marian der Hochzeit zustimmen.
Doch Robin hat überlebt. Als der Sheriff davon hört, lässt er die Mitanführer foltern und verhören. Zur Empörung seiner Mitgefangenen stimmt Will zu, Robin zu verraten. Als er am nächsten Tag im Lager eintrifft, sind die letzten Überlebenden mit Beerdigungen beschäftigt. Wills Auftauchen löst Misstrauen aus. Fest entschlossen, die Wahrheit aus ihm zu holen, unternehmen die Lagerbewohner den Versuch, ihn zu verprügeln, lassen jedoch beim Anblick eindeutiger Folterspuren von ihm ab, woraufhin er von der bevorstehenden Hinrichtung ihrer Männer sowie der Hochzeit des Sheriffs mit Marian berichtet.
Will erklärt schließlich, warum er Robin hasst: Sie sind Halbbrüder; er stammt aus der Beziehung von Robins Vater mit der anderen Frau, doch gab ihr gemeinsamer Vater seinem ersten Sohn den Vorzug. Sie versöhnen sich, und zusammen mit Little John, Fanny, Azeem, Bruder Tuck und Bull gelingt es ihnen, sich bewaffnet in die Stadt zu schmuggeln. Die gefangenen Kameraden werden vor ihrer geplanten Hinrichtung befreit. Als der Sheriff bemerkt, dass sich das Blatt gewendet hat und Marian ihn jetzt, da Robin noch lebt, niemals freiwillig heiraten wird, lässt er sie vom Bischof mit ihm zwangsvermählen. Bevor er sie vergewaltigen kann, gelingt es Robin, in die abgeriegelte Kapelle einzudringen. Bruder Tuck ermordet den Bischof, indem er ihn aus dem Fenster stößt und Robin gelingt es, den Sheriff zu erdolchen.
In der Schlussszene kehrt Richard Löwenherz zurück und gibt Robin und Marian bei deren Eheschließung seinen Segen.

## Wissenswertes
- Die Gage für den Cameo-Auftritt von Sean Connery (Darsteller der Titelrolle in der Verfilmung von 1976), der nur zwei Drehtage zu absolvieren hatte, betrug 250.000 US-Dollar. Er spendete das Geld für ein karitatives Projekt.
- Zur gleichen Zeit kam eine andere Robin-Hood-Verfilmung in die Kinos. Robin Hood – Ein Leben für Richard Löwenherz mit Patrick Bergin, Uma Thurman, Jürgen Prochnow und Jeroen Krabbé konnte sich an den Kinokassen gegen das Reynolds-Werk nicht durchsetzen, obwohl der Film gute Kritiken erhielt. In den USA wurde er nicht einmal im Kino gezeigt.
- Der Film spielte 390,5 Millionen US-Dollar ein und war 1991 nach Terminator II der erfolgreichste Film.[3]
- Das Intro des Films zeigt Ausschnitte des Teppichs von Bayeux.
- Als Kulisse für Nottingham, besonders für die Skyline, diente die Stadt Carcassonne in Südfrankreich.
- Der Sycamore Gap Tree, ein Bergahorn in Nordengland, erlangte durch den Film einige Berühmtheit. Er ist in einer Schlüsselszene zu Beginn zu sehen und auch im Musikvideo des Titelsongs. Seitdem wurde er auch „Robin Hood Tree“ genannt. In einem Akt von Vandalismus wurde er im September 2023 gefällt.
- Für die Konsolen Nintendo Entertainment System und Game Boy erschien 1991 das auf dem Film basierende Videospiel Robin Hood: Prince of Thieves. Entwickelt wurde es von Sculptured Software und Bits Studios und von Virgin Interactive vertrieben.

## Kritiken
„Der Aufwand war gewaltig, das Ergebnis gediegen. Prachtvolle Kulissen und Wälder, tolle Stunts und Kampfszenen, durchaus erfrischend-komödiantische Dialoge, äußerst präsente Mitspieler. Abenteuerfilmhandwerk. Hollywood-Routineware. Verkaufbares Konfektionsprodukt. Wer erwartete, die Sehnsucht nach magischer Poesie stillen zu können, war von vornherein Fantast.“

„Die Abenteuer des englischen Volkshelden im Kampf für die Armen und Entrechteten in einer weiteren Filmversion, die ihre Figuren den Leinwand-Idolen und ihre Action den Fantasy-Errungenschaften der 80er Jahre anpasst. Obwohl in der Handlungsführung nicht origineller als viele Vorgänger, unterhält der Film weitgehend mit Tempo und Ironie.“

„Die Titelrolle spielt Kevin Costner, der sich so lässig und amerikanisch gibt, dass man das Gefühl hat, er kaue den ganzen Film hindurch Kaugummi. Prince of Thieves bemüht sich, einen modernisierten Robin Hood zu liefern, der die Eigenschaften des Action-Helden mit einem gewissen Maß an sozialer Verantwortung verknüpft. Costners demonstrative Entspanntheit, die seine kämpferischen Fähigkeiten jedoch in keiner Weise einschränkt, steht im bewussten Kontrast zu den athletisch-akrobatischen Interpretationen der Rolle durch Fairbanks und Flynn. (…) Obwohl auch dieser Film sich zunächst in die inzwischen fast unausweichlich gewordene Tradition des schmutzig-authentischen Mittelalters zu stellen scheint, mildert er dieses ästhetische Konzept immer wieder ab. Bei genauerem Hinsehen erweisen sich die Interieurs stets als ein bisschen zu opulent, zu dekorativ oder zu gemütlich oder als ein bisschen zu schauerlich im Stile einer trockeneisdurchwehten Geisterbahn.“

## Auszeichnung
Der Film erhielt 1991 in Deutschland den Filmpreis Goldene Leinwand. 1992 folgte die Grammy-Auszeichnung für den besten Filmsong sowie der ASCAP Film- und Fernsehmusikpreis, ebenfalls für den besten Filmsong.
Der Film war 1992 in der Kategorie Bester Filmsong für einen Oscar nominiert. Im selben Jahr war er auch für den Besten Filmsong und die Beste Filmmusik für den Golden Globe nominiert.

## Parodie
1993 folgte eine von Mel Brooks inszenierte Parodie auf die Robin-Hood-Filme. In Robin Hood – Helden in Strumpfhosen zieht Brooks neben etlichen anderen bekannten Kinowerken hauptsächlich den Kevin-Costner-Streifen durch den Kakao, darunter den Stockkampf gegen Little John und Teile des finalen Schwertduells.

## Heimkino-Auswertungen
1992 erschien der Film erstmals auf VHS-Videokassette von Concorde Video GmbH. Diese Fassung wurde dann auch 1999 für die erste DVD-Veröffentlichung mit Dolby-Surround-Ton (von Warner Home Video GmbH) verwendet.
2004 kam der Film noch einmal in einer Doppel-Disc-Special-Edition auf DVD heraus. Hierbei wurden für die Kinoauswertung nicht berücksichtigte Szenen (vorrangig jene mit Alan Rickman) eingefügt und die DVD um zusätzliche Trailer, Biographien, Interviews und ein Making-of ergänzt. Bei den damals neu hinzugefügten Szenen handelt es sich hauptsächlich um die Handlung erklärende bzw. voranbringende Filmbestandteile, die das Gesamtwerk verständlicher machen. Unter anderem erfährt der Zuschauer, warum der Sheriff schwarze Magie bevorzugt, was sein eigentlicher Plan ist, dass er das Kind einer Hexe ist und wie er sich mit den Kelten verbündet.
Zudem wurde eine Neusynchronisation erstellt, der Ton liegt diesmal in Dolby Digital 5.1 vor. Dabei wurden etliche andere Synchronsprecher verwendet, da die Sprecher der Originalbesetzung entweder bereits verstorben oder nicht verfügbar waren. So entstand unter Führung von Lutz Riedel – welcher die Sprechregie übernahm und darüber hinaus Alan Rickman die Stimme lieh – eine vollkommen neue Fassung, die umstritten ist. In verschiedenen Filmforen im Internet wird beispielsweise darüber diskutiert, dass die Tonqualität geringer sei und die Synchrondramaturgie mit aufgesetzt wirkendem Humor an Dramatik verloren habe.
Zudem wurde die Nachsynchro wenig vorausschauend mit einer PAL-DVD im Hinterkopf erstellt und die Dialoge bereits auf PAL-beschleunigtes Filmmaterial synchronisiert. Auf DVD und im PAL TV hatte dies den Vorteil, dass die Stimmen in der korrekten Tonlage vorlagen und nur Effekte und Musik beschleunigt waren. Auf Blu-Ray, die in originaler Geschwindigkeit des Bildes  abgespielt wird, liegen dann Effekte und Musik in originaler Tonhöhe vor, die Stimmen sind aber zu langsam und damit um einen Halbton zu tief und die Sprecher wirken daher schläfrig.

## Synchronisation
| Schauspieler                | Kinofassung           | Special Edition       |
| --------------------------- | --------------------- | --------------------- |
| Kevin Costner               | Frank Glaubrecht      | Frank Glaubrecht      |
| Morgan Freeman              | Jürgen Kluckert       | Jürgen Kluckert       |
| Mary Elizabeth Mastrantonio | Katja Nottke          | Katja Nottke          |
| Alan Rickman                | Peter Fricke          | Lutz Riedel           |
| Nick Brimble                | Hartmut Neugebauer    | Tilo Schmitz          |
| Christian Slater            | Silvan Leirich        | Philipp Moog          |
| Michael McShane             | Wolfgang Hess         | Roland Hemmo          |
| Geraldine McEwan            | Ingeborg Lapsien      | Luise Lunow           |
| Walter Sparrow              | Manfred Lichtenfeld   | Friedrich G. Beckhaus |
| Harold Innocent             | Holger Hagen          | Hans-Werner Bussinger |
| Michael Wincott             | Oliver Stritzel       | Gerald Paradies       |
| Brian Blessed               | Joachim Höppner       | Joachim Kerzel        |
| Sean Connery                | Gert Günther Hoffmann | Christian Rode        |
| Douglas Blackwell           | Walter Reichelt       | Jochen Schröder       |
| Liam Halligan               | Arne Elsholtz         | Bernd Vollbrecht      |
| John Tordoff                | Horst Sachtleben      | Wilfried Herbst       |